# Luksemburg na Zimowych Igrzyskach Olimpijskich 2014
Luksemburg na Zimowych Igrzyskach Olimpijskich 2014 reprezentował jeden zawodnik, biorący udział w biegach narciarskich. Był to siódmy start reprezentacji Luksemburga na zimowych igrzyskach olimpijskich.

## Skład kadry

### Biegi narciarskie
| Zawodnik    | Konkurencja     | Kwalifikacje | Kwalifikacje | Ćwierćfinały           | Ćwierćfinały           | Półfinały              | Półfinały              | Finały                 | Finały                 |                        |
| Zawodnik    | Konkurencja     | Czas         | Miejsce      | Czas                   | Miejsce                | Czas                   | Miejsce                | Czas                   | Miejsce                |                        |
| ----------- | --------------- | ------------ | ------------ | ---------------------- | ---------------------- | ---------------------- | ---------------------- | ---------------------- | ---------------------- | ---------------------- |
| Kari Peters | Sprint mężczyzn | 4:13,08      | 79.          | Nie zakwalifikował się | Nie zakwalifikował się | Nie zakwalifikował się | Nie zakwalifikował się | Nie zakwalifikował się | Nie zakwalifikował się | Nie zakwalifikował się |